# Leskea hispida
Leskea hispida là một loài Rêu trong họ Leskeaceae. Loài này được (Hook. f. & Wilson) Mitt. mô tả khoa học đầu tiên năm 1859.